# スパナラ・SNA
スパナラ・スクサワスティ・ナ・アユタヤ(Supanara Suksawasti Na Ayutaya、1992年6月11日 -)は、タイ王国の男子陸上競技選手。専門は三段跳びと走り幅跳び。元国王であったラーマ4世の5代目に当たる王家の血を引いている。
2009年にイタリアのブレッサノーネで開催された世界ユース陸上競技選手権大会に出場し、走り幅跳びで金メダル、三段跳びで銀メダルを獲得した。陸上競技のみならず、あらゆるスポーツでタイ史上はじめての世界選手権での金メダルとなった。

## 自己ベスト
走幅跳‐8ｍ05cm
三段跳‐15ｍ83cm